# Родной город (телесериал)
«Родной город» (кор. 홈타운; англ. Hometown / Homtaun) — южнокорейский телесериал 2021 года с Ю Джэ Мёном, Хан Ё Ри и Ом Тхэ Гу в главных ролях. Сериал транслировался на канале tvN с 22 сентября по 28 октября 2021 года.

## Сюжет
В 1989 году, вернувшись в свой родной город Саджу после учёбы в Японии, Чо Кён Хо совершил террористический акт на железнодорожной станции, распылив в толпе газ зарин, и потом сдался полиции. Никто не знает причины его поступка, почему он выбрал такое место для своего преступления и своего намерения сдаться. Тем не менее, его приговаривают к пожизненному заключению, и с тех пор он отбывает наказание, будучи полностью отключенным от внешнего мира.
Спустя десять лет, в 1999 году в городе начинает происходить серия загадочных убийств, в которых фигурирует странная кассета. Детектив Чхве Хён Ин и сестра террориста Чо Чжун Хён пытаются разобраться в этой мрачной тайне и остановить преступника.

## В ролях

### В главных ролях
- Ю Джэ Мён в роли Чхве Хён Ина, детектива по расследованию насильственных преступлений с пятнадцатилетним стажем, который живёт в нищете после потери жены в результате ужасного теракта 1989 года.
- Хан Ё Ри в роли Чо Чжун Хён, сестры Кён Хо, которая живёт с клеймом члена семьи террориста[3].
  - Ан Со Ён в роли ребёнка.
  - Сон Чи Хён в роли школьницы.
- Ом Тхэ Гу в роли Чо Кён Хо, осужденного террориста, приговоренного к пожизненному заключению за совершение газовой атаки на городском вокзале в 1989 году.
  - Сон Ну Ри в роли ребёнка.

### Люди вокруг Чхве Хён Ина
- Ким Се Бёк в роли Им Се Юн, жены Хён Ина, погибшей в результате теракта.
- Чхве Кван Иль в роли Им Ин Гвана, тестя, политика баллотирующегося на должность мэра.
- Сон Ён Чан в роли Ян Вон Тхэка, начальника.
- Чо Бок Рэ в роли Ли Си Чжона, молодого напарника детектива.

### Люди вокруг Чон Хёна
- Ли Рэ в роли Чо Чжэ Ён, дочери Кён Хо.
- Пак Ми Хён в роли Ким Гён Сук, матери Кён Хо и Чжун Хён, бабушки Чжэ Ён.
- Ли Хэ Ун в роли Чон Ён Сопа, одноклассника Чжун Хён, главы журналистского кружка средней школы Кёнчхон в 1987 году.
  - Чжун Су Бом в роли молодого Ён Сопа.
- Ким Чон в роли Чон Мин Чжэ, одноклассницы Чжун Хён, члена журналистского кружка средней школы Кёнчхон в 1987 году.
  - Ли Чхэ Ын в роли молодой Мин Джэ.
- Чха Рэ Хён в роли Кан Ён Така, одноклассника Чжун Хён, члена журналистского кружка средней школы Кёнчхон в 1987 году.
  - Ким До Ун в роли молодого Ён Така.
- Ким Ё Ын в роли Чхве Кён Чжу, лучшей подруги Чжун Хён со школы.
  - Ким Ё Рин в роли молодой Кён Чжу.

### Ученицы средней школы для девочек Кёнчон
- Хо Чжон Ын в роли Ким Мун Сук, лучшей подруги Чжэ Ён.
- Пак Си Ён в роли члена радиокружка Чон.
- Пак Со Джин в роли DJ-я Хан Сун Син в радиокружке.
- Ким Джи Ан в роли Ли Кён Джин, первой пропавшей девушки, у которой убили мать.

### Окружная прокуратура Пусана
- Тхэ Ин Хо в роли прокурора Сон Чи Сона.
- Ким Хён Чан в роли следователя Ким Сон Хи.

### Другие
- Ким Син Би в роли Ким Хван Гю, молодого работника китайского ресторана, принадлежащего Ким Гён Сук.
- Ю Сон Чу в роли пастора У.
- Ким Су Чжин в роли Чон Мин Силя.
- Ю Сун Ун в роли школьного охранника.
- Юн Гён Хо в роли преподавателя «Академии гениев» Ли Ён Дока.
- Ан Дон Ёб в роли «Свина», помощника Ён Така.
- Ли Чу Ён в роли профессора факультета психологии университета Саджу Ку Бён Мин.
- Чжан Се Вон в роли телеоператора при факультете психологии университета Саджу.

## Производство
Сначала было объявлено, что сериал выйдет в эфир на канале OCN. Он также был включен в рекламный ролик OCN о его планах вещании в 2021 году. Однако в июле 2021 года было подтверждено, что вместо этого он будет транслироваться на tvN.

## Количество просмотров
Приведенные ниже данные взяты из исследования зрительской аудитории в Южной Корее проведенное агентством Nielsen Korea по всей стране.
| Сезон | Эпизод | Эпизод | Эпизод | Эпизод | Эпизод | Эпизод | Эпизод | Эпизод | Эпизод | Эпизод | Эпизод | Эпизод |
| ----- | ------ | ------ | ------ | ------ | ------ | ------ | ------ | ------ | ------ | ------ | ------ | ------ |
| 1     | 1      | 2      | 3      | 4      | 5      | 6      | 7      | 8      | 9      | 10     | 11     | 12     |
| 1     | 674    | 693    | 515    | 386    | 466    | 372    | 287    | Н/Д    | Н/Д    | Н/Д    | Н/Д    | 295    |

Средние рейтинги телезрителей
| Эпизод | Дата трансляции     | Средняя доля аудитории | Средняя доля аудитории |
| Эпизод | Дата трансляции     | По всей стране         | Сеул                   |
| --- | ------------------- | ---------------------- | ---------------------- |
| 1 | 22 сентября 2021 г. | 2,827 % (2-е место)    | 3,090 % (2-е место)    |
| 2 | 23 сентября 2021 г. | 3,307% (2-е место)     | 4,303% (2-е место)     |
| 3 | 29 сентября 2021 г. | 2,582 % (2-е место)    | 2,781 % (2-е место)    |
| 4 | 30 сентября 2021 г. | 2,043 % (2-е место)    | 2,376 % (2-е место)    |
| 5 | 6 октября 2021 г.   | 1,970 % (3-е место)    | 2,246 % (2-е место)    |
| 6 | 7 октября 2021 г.   | 1,644 % (3-е место)    | 1,845 % (2-е место)    |
| 7 | 13 октября 2021 г.  | 1,326 % (Н/Д)          | 1,245 % (9-е место)    |
| 8 | 14 октября 2021 г.  | 1,277 % (8-е место)    | 1,330 % (7-е место)    |
| 9 | 20 октября 2021 г.  | 1,055% (Н/Д)           | 1,142 % (Н/Д)          |
| 10 | 21 октября 2021 г.  | 1,074 % (Н/Д)          | 1,030 % (Н/Д)          |
| 11 | 27 октября 2021 г.  | 1,163 % (Н/Д)          | 1,242 % (Н/Д)          |
| 12 | 28 октября 2021 г.  | 1,520 % (6-е место)    | 1,494 % (7-е место)    |
| - В приведенной выше таблице синие числа представляют самые низкие оценки, а красные числа — самые высокие. - Н/Д означает, что рейтинг неизвестен. - Этот сериал транслировался по кабельному/платному каналу телевидения, у которого обычно относительно меньшая аудитория по сравнению с бесплатным/общественными вещанием. |                     |                        |                        |

## Саундтрек

### Hometown (tvN) OST Part 1

Обложка альбома «Hometown OST Part 1»

- Название: 홈타운 OST Part 1 / Hometown (tvN) OST Part 1
- Исполнитель: youra (유라)
- Язык: английский
- Дата выхода: 30 сентября 2021 года
- Кол-во композиций: 2
- Издатель: Genie Music (지니뮤직)[7]
- Агентство: Stone Music Entertainment[англ.]

| №  | Название           | Автор(ы)     | Длительность |
| -- | ------------------ | ------------ | ------------ |
| 1. | «Remember»         | youra (유라) | 3:31         |
| 2. | «Remember» (Inst.) | youra (유라) | 3:31         |

### Hometown (tvN) OST Part 2

Обложка альбома «Hometown OST Part 2»

- Название: 홈타운 OST Part 2 / Hometown (tvN) OST Part 2
- Исполнитель: Moon Sujin (문수진)
- Язык: английский
- Дата выхода: 21 октября 2021 года
- Кол-во композиций: 2
- Издатель: Genie Music (지니뮤직)[8]
- Агентство: Stone Music Entertainment[англ.]

| №  | Название                | Автор(ы)            | Длительность |
| -- | ----------------------- | ------------------- | ------------ |
| 1. | «Hide and Seek»         | Moon Sujin (문수진) | 3:51         |
| 2. | «Hide and Seek» (Inst.) | Moon Sujin (문수진) | 3:51         |

### Hometown (tvN) OST

Обложка альбома «Hometown OST»

- Название: 홈타운 OST / Hometown (tvN) OST
- Исполнитель: различные исполнители
- Язык: корейский, английский
- Дата выхода: 28 октября 2021 года
- Кол-во композиций: 20
- Издатель: Genie Music (지니뮤직)[9]
- Агентство: Stone Music Entertainment[англ.]

| №   | Название                       | Автор(ы)                                    | Длительность |
| --- | ------------------------------ | ------------------------------------------- | ------------ |
| 1.  | «Remember»                     | youra                                       | 3:32         |
| 2.  | «Hide and Seek»                | Moon Sujin (Мун Судзин)                     | 3:52         |
| 3.  | «Welcome to my hometown»       | Choi Sung Kwon, Park Young Ik, Heo Sang Eun | 2:48         |
| 4.  | «Wayback»                      | Lee Yi Sak                                  | 4:00         |
| 5.  | «The End of Condenced Message» | Choi Sung Kwon, Son Joo Kwang               | 2:05         |
| 6.  | «Lost»                         | Choi Sung Kwon, Lee Ji Woo, Yang Young Jin  | 2:42         |
| 7.  | «Tailing the darkness»         | Park Young Ik                               | 3:09         |
| 8.  | «Dirty Truth»                  | Lee Ji Woo, Yang Young Jin                  | 2:54         |
| 9.  | «Secret Story»                 | Lee Yi Sak                                  | 2:04         |
| 10. | «Caution»                      | Choi Sung Kwon, Seo Joo Sung                | 1:52         |
| 11. | «Guru is Back»                 | Lee Ji Woo, Yang Young Jin                  | 2:17         |
| 12. | «Inside the Cage»              | Park Young Ik, Choi Sung Kwon               | 2:36         |
| 13. | «In To The Past»               | Kim Min Joo (Ким Мин-джу)                   | 1:56         |
| 14. | «Face to Face»                 | Yang Young Jin, Lee Ji Woo                  | 2:44         |
| 15. | «Horror Whisper»               | Son Joo Kwang                               | 2:47         |
| 16. | «Circle»                       | Choi Sung Kwon, Lee Ji Woo, Yang Young Jin  | 2:46         |
| 17. | «Slow Tension»                 | Yang Young Jin, Lee Ji Woo                  | 1:50         |
| 18. | «The Supernatural»             | Son Joo Kwang                               | 2:55         |
| 19. | «Whisper»                      | Seo Joo Sung                                | 1:54         |
| 20. | «Sad News»                     | Seo Joo Sung                                | 2:26         |